# Tkaničky

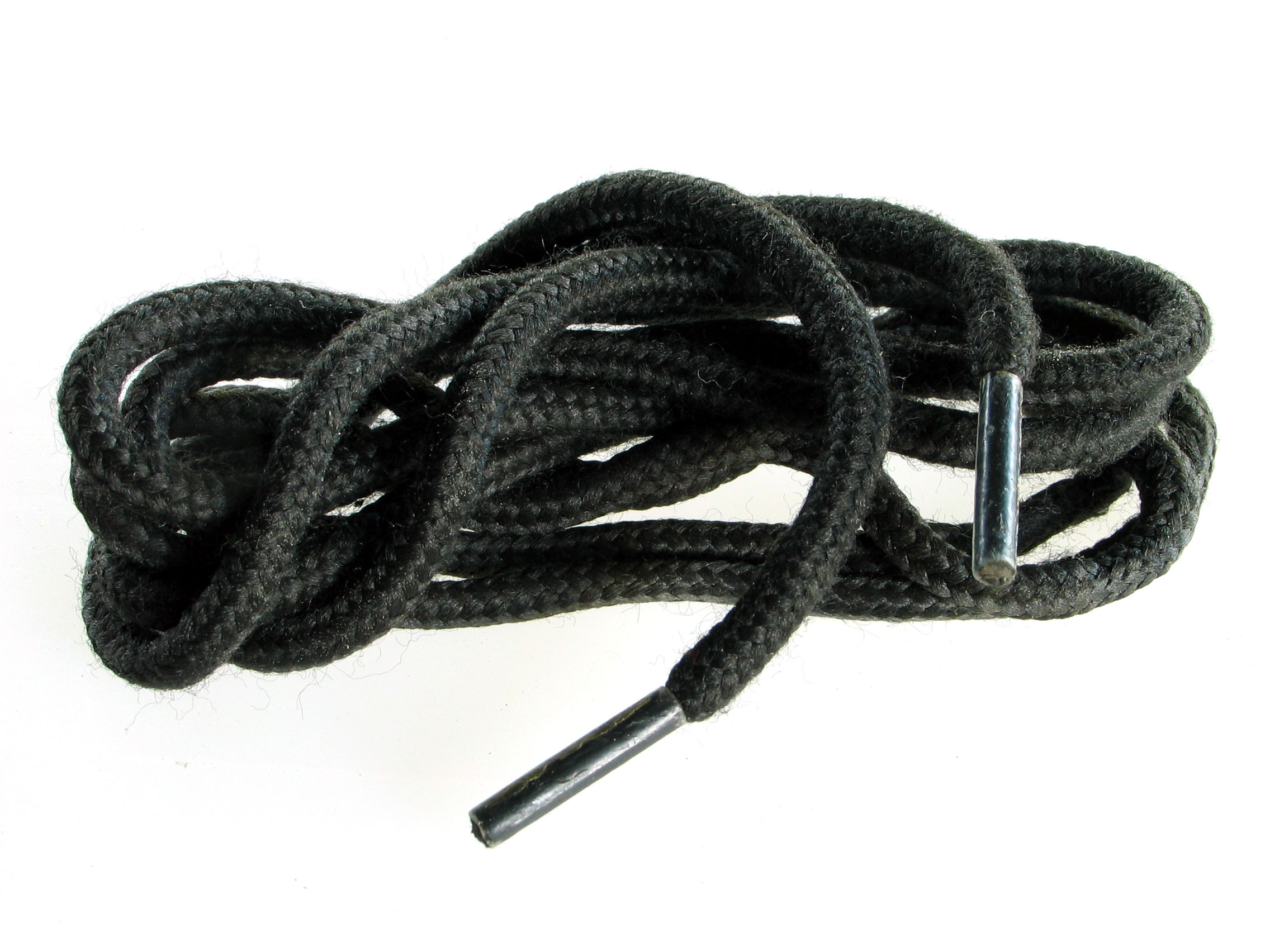
Černé tkaničky

Tkaničky jsou kousky provázků používané k zajištění bot proti vyzutí. Na jejich výrobu se používá především bavlna nebo umělé materiály, ale i třeba kůže různých délek a barev. Na obou koncích bývají obaleny objímkami pro snadnější vedení tkaničky oky bot. Koncovky se zpravidla vyrábí z mědi, mosazi nebo plastu. Provlečením tkaničky oky bot, jejím utažením a následným zavázaním se zabraňuje vyzutí boty.
Tkaničky mají vedle zajišťování bot proti vyzutí i jiná využití, například při vázání korzetu, najdeme je i na padácích.

## Vázání tkaniček
Tkaničky se běžně zavazují v podstatě ambulančním uzlem, kdy ve druhé fázi nepoužijeme volné konce tkaniček, ale z nich vytvořený ohyb, takže zatažením za volný konec tkaničky lze uzel rozvázat.
Byly popsány desítky způsobů navlékání tkaniček do boty, k nejběžnějším patří vázání křížem krážem (anglicky Criss Cross Lacing), se střídavým překrýváním (anglicky Over Under Lacing) nebo přímé vázání (anglicky Straight Bar Lacing). Existuje i řada možností ozdobného vázání jako supernova (anglicky Supernova Lacing), pavoučí síť (anglicky Spider Web Lacing) či pentagram (anglicky Pentagram Lacing).
Konce tkaniček se jmenují návlečky.